# Ephesia dotata
Ephesia dotata là một loài bướm đêm trong họ Erebidae.